# 7 Dywizja Piechoty (austro-węgierska)
7 Dywizja Piechoty – wielka jednostka piechoty cesarskiej i królewskiej Armii.

## Historia dywizji
7 Dywizja wchodziła w skład XIII Korpusu.
W 1910 roku Komenda 14. Brygady została przeniesiona z Petrovaradin (niem. Peterwardein) do Zemun (niem. Semlin). Równocześnie dokonano zmian w jej składzie. Dotychczasowy IR. 39 (bez 2. baonu) został włączony do 13. Brygady Piechoty w miejsce IR. 16, który został podporządkowany komendantowi 72. Brygady Piechoty należącej do 36 Dywizji Piechoty. Z kolei IR. 70 został wyłączony z 14. BP i podporządkowany komendantowi 71. Brygady Piechoty, która także należała do 36 DP. W skład 7 DP zostały włączone IR. 68 i IR. 96, i podporządkowane komendantowi 14. BP. Przed reorganizacją IR. 68 wchodził w skład 64. Brygady Piechoty (32 Dywizja Piechoty), natomiast IR. 96 należał do 71. BP.
Organizacja dywizji w latach 1910–1911
- Komenda 7 Dywizji Piechoty w Osijeku (niem. Esseg)
- 13. Brygada Piechoty w Osijeku
  - Węgierski Pułk Piechoty Nr 39 (od 1911 roku bez 2. baonu)
  - Węgierski (Slawoński) Pułk Piechoty Nr 78
  - Batalion Pionierów Nr 4 w Osijeku
- 14. Brygada Piechoty w Zemun
  - Węgierski Pułk Piechoty Nr 68 (bez 1. baonu)
  - Węgierski (Chorwacki) Pułk Piechoty Nr 96 (bez 2. baonu)
  - Węgierski (Chorwacki) Batalion Strzelców Polnych Nr 31 w Mitrowicy (niem. Mitrowitz)
- Pułk Armat Polowych Nr 38 w Osijeku
- Pułk Armat Polowych Nr 39 w Varaždinie (niem. Warasdin)

W 1912 roku dokonano zmian w składzie 13. Brygady Piechoty. Dotychczasowy IR. 39 został włączony do 98. Brygady Piechoty w Wiedniu należącej do 49 Dywizji Piechoty. W jego miejsce został włączony Węgierski Pułk Piechoty Nr 52 z Budapesztu (bez 2. i 3. baonów), który do tego czasu należał do 61. Brygady Piechoty ze składu 31 Dywizji Piechoty. Ponadto BP. 4 został włączony w skład 62. Brygady Piechoty również należącej do 31 Dywizji Piechoty, a w jego miejsce został włączony nowo powstały Batalion Saperów Nr 13 w Osijeku. W 1913 roku skład dywizji nie uległ zmianie.

## Kadra
Komendanci dywizji
- FML Alfred Matt[a] (do 1905[12])
- FML Johann von Grivičić[b] (1905[14] – 1910[15])
- GM / FML Vinzenz Fox (1910 – 1914)

Komendanci 13 Brygady Piechoty
- GM Oskar Alojzy Halecki (1892 – 1894 → urlopowany)
- GM Anton Makowiczka (1897 – 1900 → generał przydzielony do Komendy 10 Korpusu)

Komendanci 14 Brygady Piechoty
- GM Svetozar Boroević von Bojna (1904 – 1907)
- płk / GM Friedrich Schneller von Mohrthal (od 1907)